# Anton Lang (Botaniker)
Anton Lang (* 18. Januar 1913 in Sankt Petersburg, Russisches Kaiserreich; † 24. Juni 1996 in Oxford, Ohio) war ein russischstämmiger US-amerikanischer Botaniker, der für Arbeiten zu Pflanzenhormonen bekannt ist.

## Leben
Lang war der Sohn des bekannten deutschstämmigen Kardiologen Georgi Fjodorowitsch Lang (1875–1948). Er kam mit seiner russischen Mutter 1917 über Finnland 1921 nach Deutschland und lebte ab 1926 in Berlin. Er studierte Botanik ab 1931 an der Universität Berlin, unter anderem bei dem Pflanzenphysiologen Kurt Noack. 1939 wurde er bei der Genetikerin Elisabeth Schiemann in Berlin promoviert mit einer Dissertation über Systematik und Evolution der Gattung Zieste. Dabei finanzierte er sich als Statist in der Berliner Staatsoper und durch Referate über fremdsprachige Arbeiten für das Botanische Zentralblatt. 1939 wurde er Mitarbeiter von Georg Melchers am Kaiser-Wilhelm-Institut für Biologie und arbeitete mit ihm über Physiologie der Blütenbildung, Photoperiodismus bei Langtag-Pflanzen und Vernalisation. Nach dem Krieg folgte er Melchers an das Max-Planck-Institut für Biologie in Tübingen.
1949 ging er mit einem Lady Davis Stipendium an die McGill University in Montreal, war Gastprofessor an der Texas A&M University und war ab 1950 am Caltech, wo er mit Frits Warmolt Went und James Bonner die Wirkung von Auxin auf die Photoperiodizität erforschte. Ab 1952 war er an der University of California, Los Angeles (UCLA), und nach einem Forschungsaufenthalt bei Melchers in Tübingen und an der Hebräischen Universität übernahm er 1959 von Frits Warmolt Went die Leitung des Earhart-Campbell Plant Research Laboratory (Phytotron) des Caltech. Dort setzte er sein an der UCLA begonnenes Forschungsprogramm über das Wachstumshormon Gibberellin fort und forschte über dessen Synthese-Hemmer. Ab 1965 war er am Plant Research Laboratory der Michigan State University in East Lansing, wo er 1983 emeritiert wurde.
1971 bis 1974 war er Vorsitzender einer Kommission der National Academy of Sciences, die die Wirkung des massiven Einsatzes Herbiziden in Vietnam (Entlaubung des Dschungels, Vernichtung von Reisernten) untersuchen sollte. Er kam zu dem Schluss, dass etwas mehr Schaden entstanden war, als das US-Militär zugeben wollte, die Befürchtungen von Kritikern aber übertrieben seien und keine handfesten Beweise für medizinische Schäden an Menschen vorlägen. Die Untersuchungen wurden von Geheimhaltungsvorschriften und das andauernde Kriegsgeschehen in Südvietnam erschwert und es kam innerhalb des Komitees zu Kontroversen über die Auswertung. Der Abschlussbericht wurde 1974 übergeben, Langzeiteffekte waren also nicht berücksichtigt.
1975/76 war er Gastwissenschaftler bei Mikhail Chailakhyan in Moskau, dessen Florigen-Hypothese er mit Melchers in Berlin und Tübingen bestätigt hatte. 1977 bis 1991 war er Herausgeber von Planta.
Er wurde 1982 Ehrenmitglied der Deutschen Botanischen Gesellschaft und 1981 Ehrendoktor in Glasgow. 1964 wurde er Mitglied der Leopoldina. 1976 erhielt er die beiden höchsten Auszeichnungen der American Society of Plant Physiologists (Stephen Hales Award, Charles Barnes Life Membership), deren Präsident er 1970 war. Er war Mitglied der National Academy of Sciences (1967) und der American Academy of Arts and Sciences. 1968 war er Präsident der Society for Developmental Biology.
Er war lange staatenlos und erhielt 1956 die US-amerikanische Staatsbürgerschaft.

## Schriften
- Physiology of Flower Initiation, in: Lang (Hrsg.), Encyclopedia of Plant Physiology, Band 15-1, Springer 1965, S. 1380–1536
- Some recollections and reflections, in: Annual Review of Plant Physiology, Band 31, 1980, S. 1–28